# Lycoris radiata
Lycoris radiata es una especie herbácea, perenne y bulbosa nativa de Asia y perteneciente a la familia de las Amarilidáceas. Se utiliza como ornamental en muchas partes del mundo por sus flores de color rojo brillante y sus pétalos de márgenes ondulados.

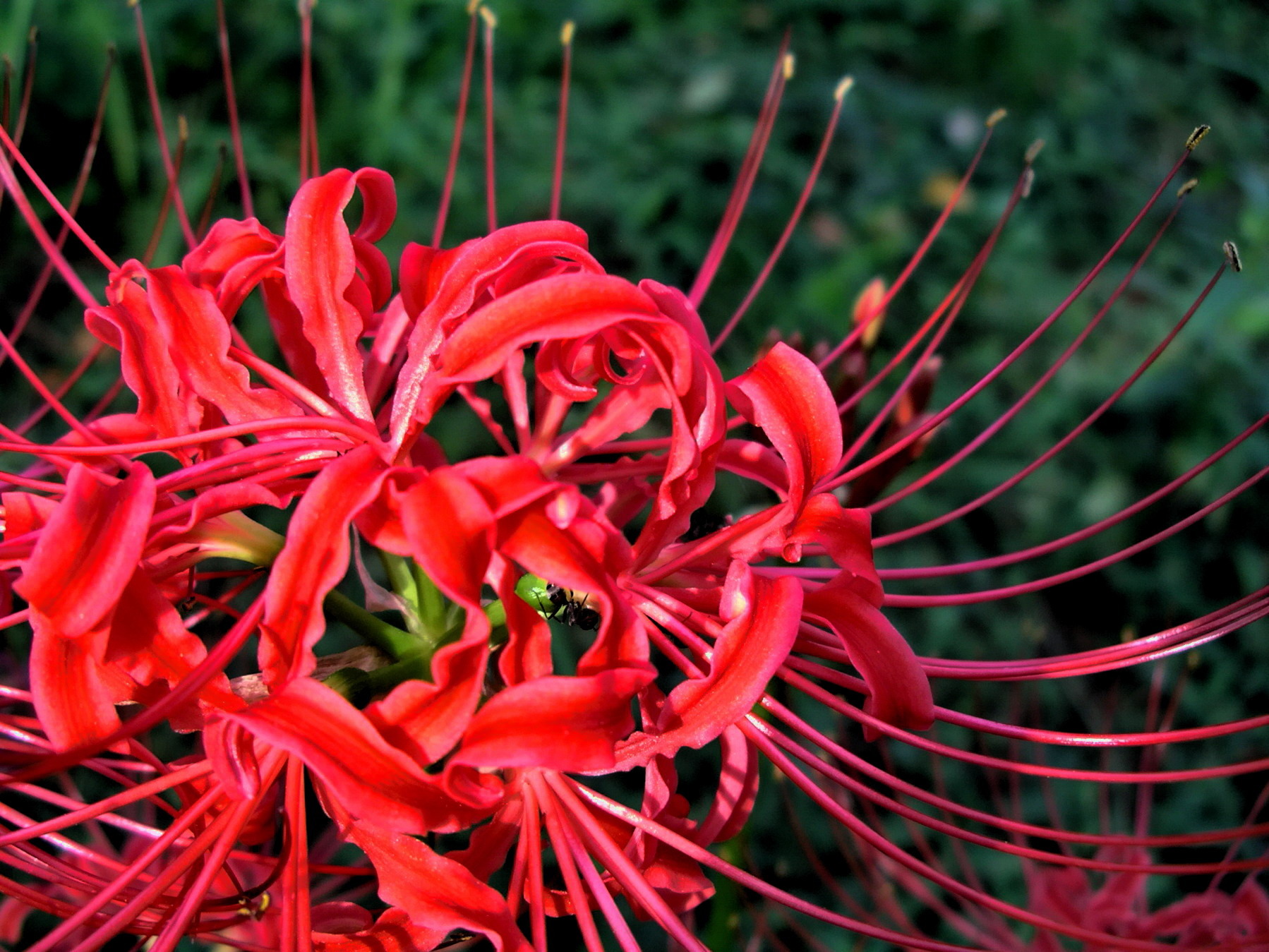
Detalle de la flor

## Hábitat y distribución
Prefiere zonas sombrías y húmedas, sobre pendientes, lugares rocosos y a orillas de corrientes de agua; desde el nivel del mar hasta los 2500 m s. n. m. Se distribuye en China, Corea, Nepal y Japón. En China, en las siguientes provincias: Anhui, Fujian, Guangdong, Guangxi, Guizhou, Henan, Hubei, Hunan, Jiangsu, Jiangxi, Shandong, Shaanxi, Sichuan, Yunnan y Zhejiang.

## Descripción
Las hojas aparecen en primavera, son de color cafe oscuro y estrechamente liguladas, de 15 cm de longitud por 5 mm de ancho. La nervadura media es pálida y el ápice foliar obtuso. El escapo floral tiene una altura de 8 dm. Las flores se disponen en una umbela de 7 a 9 integrantes rodeadas de 5 brácteas lanceoladas de 3 cm de longitud por 5 mm de ancho. El perianto es de color rojo brillante, con el tubo del perigonio de color verde. Los márgenes de los tépalos son fuertemente ondulados. Los estambres se hallan conspicuamente exertos de la corola. Florece en otoño.
El número cromosómico es 2n=22, 32 y 33. Las poblaciones fértiles son diploides y se denominan Lycoris radiata var. pumila Grey, mientras que las poblaciones triploides, morfológicamente idénticas a las anteriores pero estériles, se denominan  Lycoris radiata var. radiata

## Taxonomía
Lycoris radiata fue descrita por (L'Hér.) Herb. y publicado en Botanical Magazine 47: pl. 2113. 1819.
Sinonimia
- Amaryllis radiata L'Hér.
- Lycoris radiata f. bicolor N.Yonez.
- Lycoris radiata var. kazukoana N.Yonez.
- Lycoris radiata var. pumila Grey
- Lycoris terracianii Dammann
- Nerine japonica Miq.
- Nerine radiata (L'Hér.) Sweet
- Orexis radiata (L'Hér.) Salisb.[5]